# Реймерс, Иван Иванович
Ива́н Ива́нович Ре́ймерс, Ремерс (нем. Johann Reimers; 3 [15] февраля 1818, Санкт-Петербург — 25 ноября [7 декабря] 1868, там же) — русский скульптор немецкого происхождения, представитель петербургского академизма николаевской эпохи, ассоциируемый со школой Павла Уткина, живописец; медальер и мастер рельефа, также работал как художник декоративно-прикладного искусства, писал картины бытового жанра и пейзажи. Академик (с 1855; ассоциированный член — «назначенный» с 1846), профессор живописи (с 1862) и медальерного дела (с 1865), руководитель медальерного класса (с 1863) Императорской Академии художеств, коллежский советник (1867).

## Биография

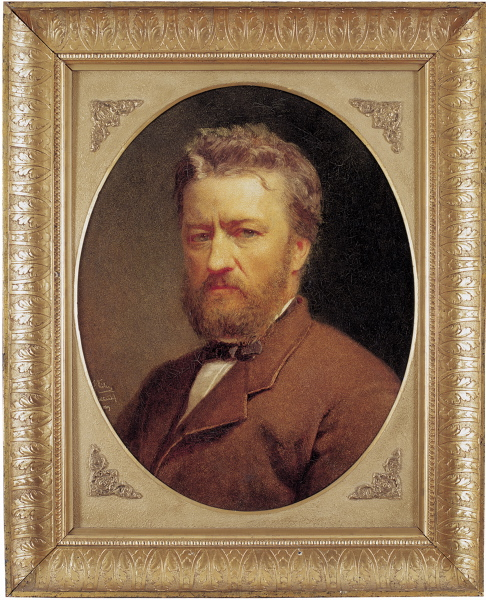
Й. Кёлер. Портрет И. И. Реймерса. 1869
Холст, масло. 58,6 × 47,5 см (овал, вписанный в прямоугольник)
Эстонский художественный музей, Таллин

Сын мебельного мастера Иоганна Реймерса из Гамбурга, обосновавшегося в Санкт-Петербурге и принявшего российское подданство. Одарённый талантом с молодости, поступил в 1824 году воспитанником Императорской Академии художеств и обучался медальерному искусству и скульптуре под руководством профессора Павла Уткина.
Добился быстрых успехов, получив за годы обучения малую серебряную медаль за резьбу на камне, малую и большую серебряные медали за лепку из воска и глины. В 1839 году И. Реймерс получил малую золотую медаль за вылепленную из воска группу «Самсон раздирает львиную пасть». Материальное положение не позволило ему участвовать в предполагаемом конкурсе на большую золотую медаль, поэтому в 1840 году он окончил обучение в Академии в звании классного художника.
В 1844 года он участвовал в конкурсе на исполнение четырёх вогнутых барельефов для ниш в Исаакиевский собор, где состязался с профессором бароном Петром Клодтом, академиками Петром Свинцовым и Михаилом Крыловым, выпускниками Робертом Залеманом и Францем Маркезини; для этого конкурса им исполнены были эскизы: «Избиение младенцев», «Несение креста Спасителем» и «Ангел, извещающий пастырей о рождении Христовом».
В 1845 году, в паре с датским скульптором Давидом Йенсеном, Реймерс организовал «Заведение для наружных украшений зданий» — первую в России фабрику по производству терракотовых изделий. Дела шли настолько хорошо, что в следующем году им было поручено производство украшений для Эрмитажа: моделей для фасадных человеческих фигур, превосходящих человеческий рост, барельефов, кариатид, а также гипсовых портретов-медальонов старых мастеров внутри здания, и, кроме того, все украшения фасада из терракоты.
В 1846 году И. Реймерс получил звание «назначенного» в академики скульптуры. Отправившись за границу для совершенствования в скульптуре в 1851 году за собственный счет, занялся живописью. Посетил Париж, Амстердам. Поселился в Мюнхене. За присланные из Мюнхена картины «Лотерейный билет», «Вид в окрестностях Мюнхена» и, в особенности, за «Сходбище в мюнхенской придворной пивоварне» в 1855 году получил звание «академика по живописи народных сцен».
В 1862 году, по возвращении в Петербург, Иван Реймерс был признан профессором живописи «народных сцен» за написанную в Италии картину «Сбор винограда» (в Национальном художественном музее Беларуси в Минске), а в 1865-м, за медаль к столетию инаугурации Академии художеств, был признан также профессором медальерного искусства (единственный в истории Академии случай двойного присвоения профессорского звания). С 1863 года и до конца жизни, сменив умершего годом ранее Александра Лялина, Реймерс работал штатным профессором медальерного класса Академии художеств; одновременно с медальерным он дежурил в скульптурном классе, чередуясь с профессором бароном П. Клодтом. Марк Антокольский, в бытность студентом Академии художеств состоявший также и в классе Реймерса, позднее вспоминал:

В ту же зиму в скульптурном классе появился новый профессор: Реймерс. Он был и скульптор и живописец. Я сразу почувствовал, что от него веет теплотою. Это был человек средних лет, среднего роста… Глаза его смотрели серьёзно, но с добротою, обхождение было просто и искренно; он говорил от сердца и старался передать ученику все, что сам знал. От него я в первый раз услышал простое разумное замечание. Я тогда рисовал какую-то фигуру; он подошел, посмотрел и сказал приблизительно следующее: — надо рисовать фигуры, а не линии. Когда рисуете, надо чувствовать весь строй человека. <…> Профессор Реймерс относился не знаю как к другим, но ко мне с отеческою заботливостью. Я охотно показывал ему как начатые, так и оконченные работы.

Из крайне малочисленных медальерных произведений Реймерса наиболее замечательна медаль, выбитая по случаю столетия инаугурации Академии художеств (1864); из скульптурных работ — модели настольных украшений для сервиза цесаревича Николая Александровича (находились в собрании Академии художеств, в 1920—1930-е годы переданы в Русский музей и Третьяковскую галерею; эскизы сохранились в современном музее Академии художеств), а из картин, кроме упомянутых: «Похороны молодой девушки в Италии» (1858, в Русском музее, экспонировалась на Парижской выставке 1867 года и на Московской выставке 1882 года; вариация 1861 года — в Третьяковской галерее), «Праздник в Риме» (1860), «Горе матери» (1861) и «Причащение» (1861).
Путешествовал по России, посетил Екатеринодар, Владикавказ, Кутаиси, Южный берег Крыма; весной и летом 1868 года, незадолго до смерти, выезжал за границу. Регулярно участвовал в выставках Академии художеств, Общества поощрения художников и в международных выставках. Произведения художника хранятся в Третьяковской галерее, Русском музее и других музеях.
Работал в области декоративно-прикладного искусства, жанрист, пейзажист. Прекрасный рисунок, эффектность композиции, сочность кисти и сильный, хотя грешащий некоторой чернотой в тенях колорит, составляют достоинства живописных произведений И. Реймерса.
Был похоронен на Выборгском католическом кладбище; могила уничтожена.

## Галерея

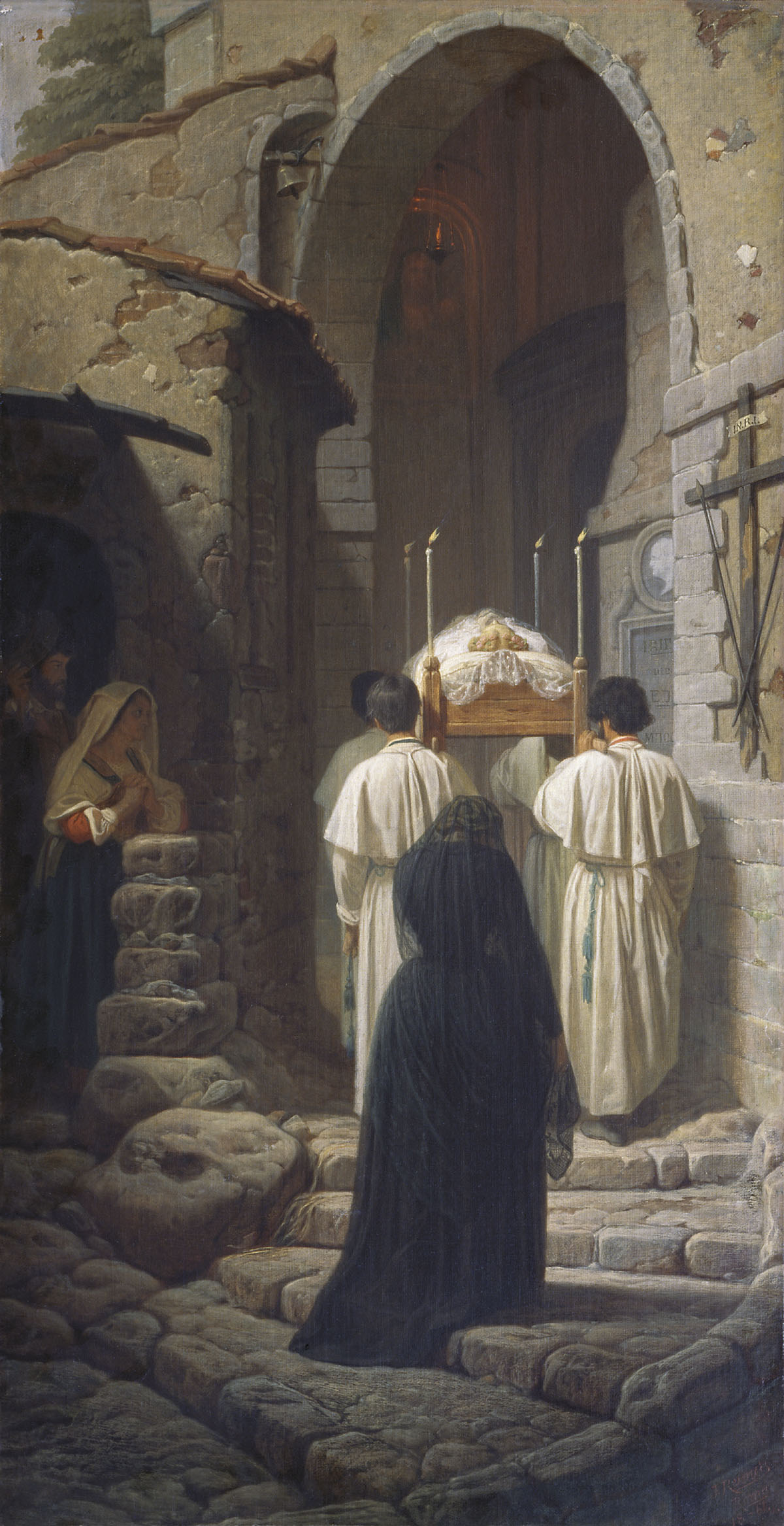
Похороны в Италии. 1861
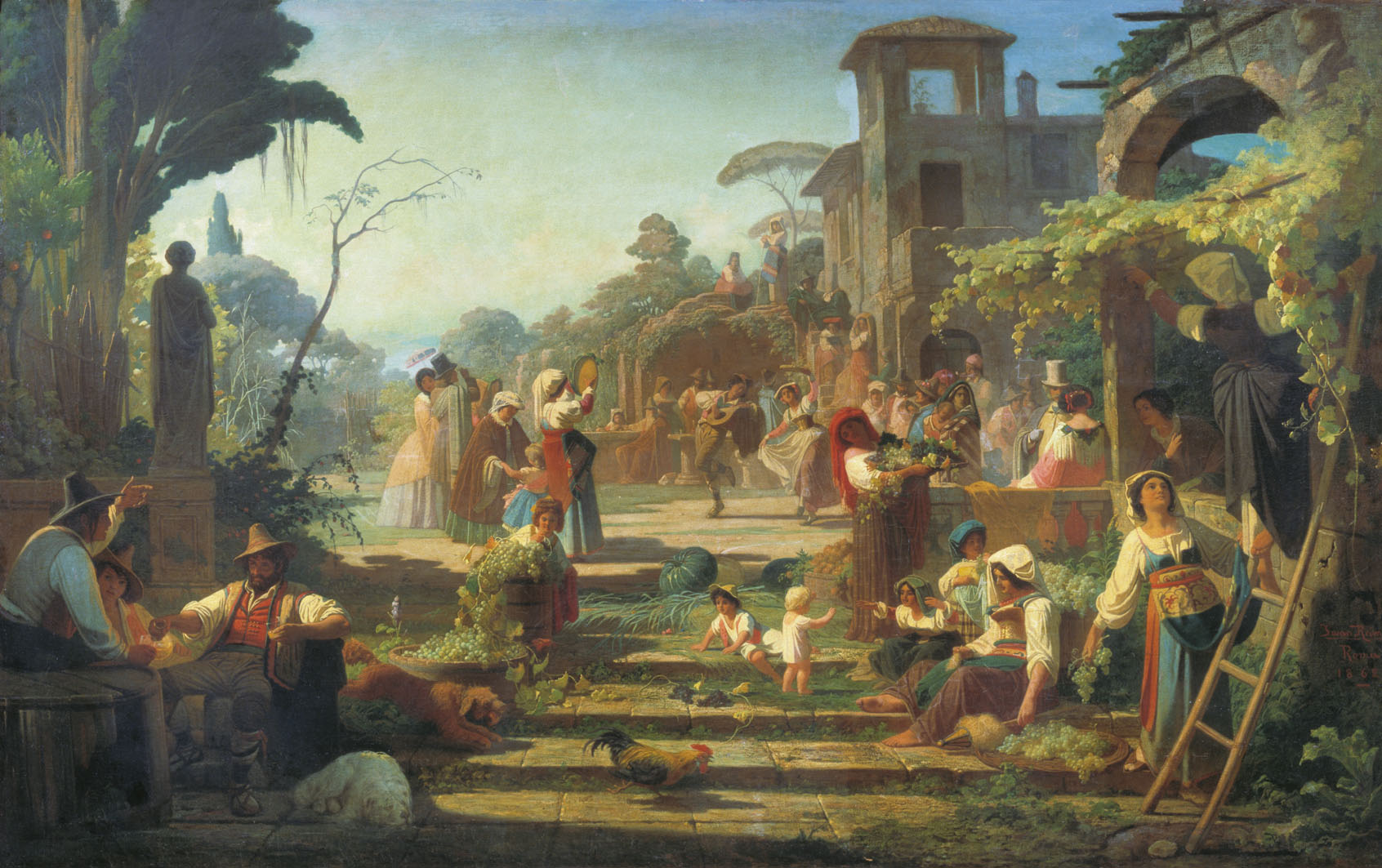
Сбор винограда в окрестностях Рима. 1862
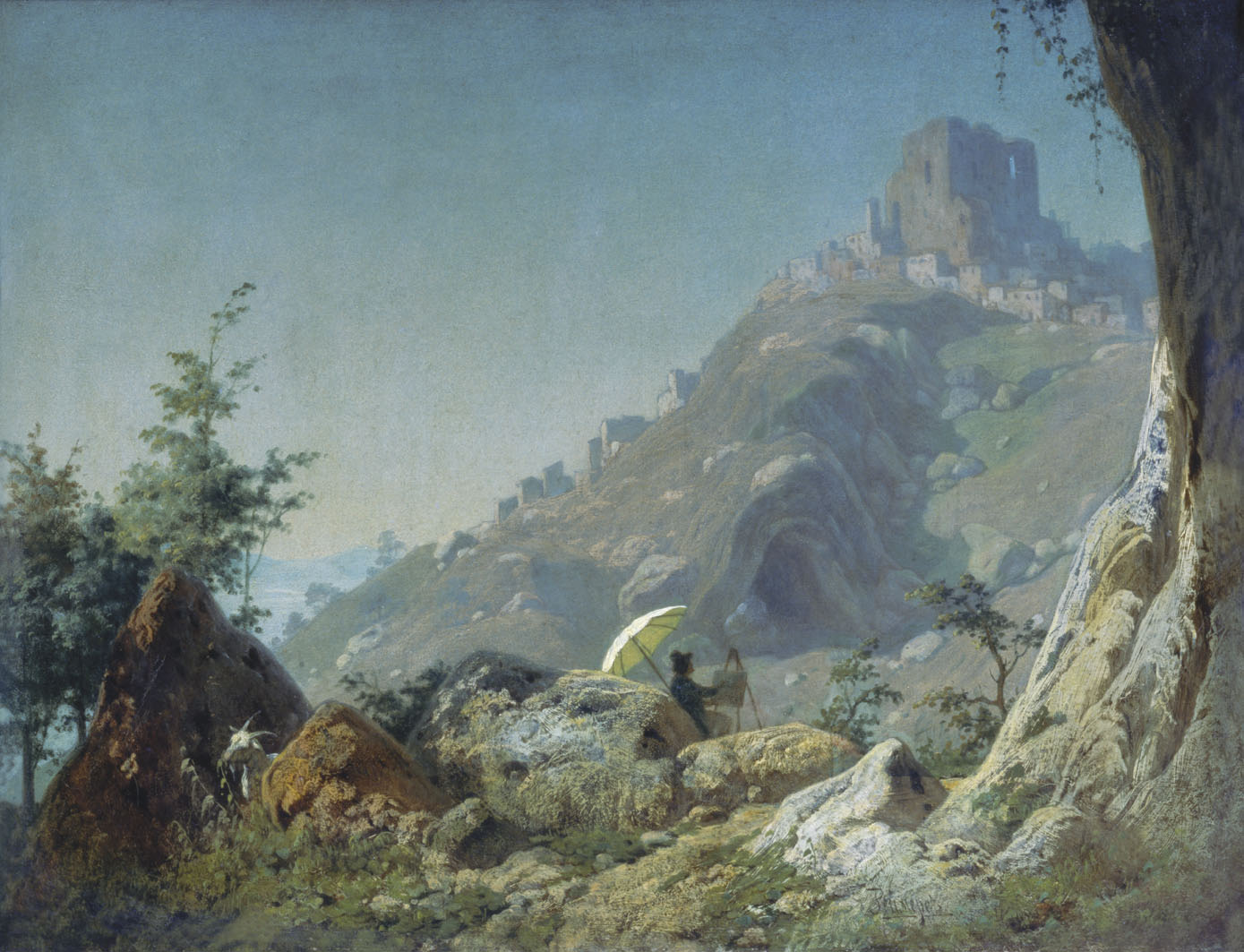
Вид на городок Червара-ди-Рома. 1860-е